# 황금기사의 성
《황금기사의 성》은 2017년 3월 3일부터 2017년 3월 17일까지 KBS 1TV에서 방송된 다큐멘터리 프로그램이다.